# Yumurcak TV
Yumurcak TV е бивш детски телевизионен канал от Турция, собственост на Samanyolu Yayın Grubu. Каналът спира сателитното си излъчване със съдебно решение на 15 ноември 2015 г. и продължава да излъчва в интернет до 2016 г.
На 19 юли 2016 г. каналът спира излъчване поради отнет лиценз.

## Анимационни сериали
- Captain Tsubasa
- Can
- Pocoyo
- Caillou
- Backyard Science
- Oggy and the Cockroaches
- Zoboomafoo
- Niloya
- Mister Maker
- Marsupilami